# Шах-наме

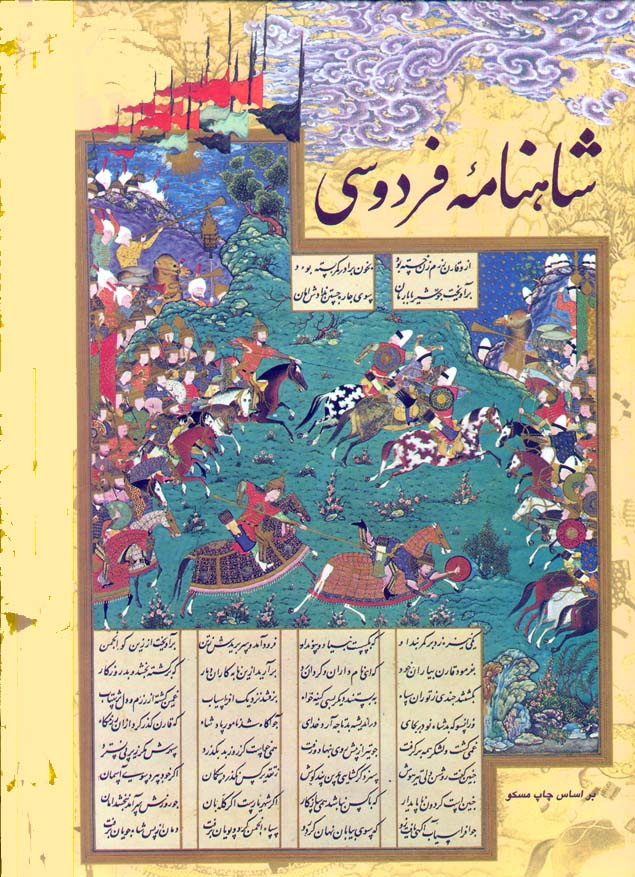
Оформлення сторінки з книги «Шах-наме».

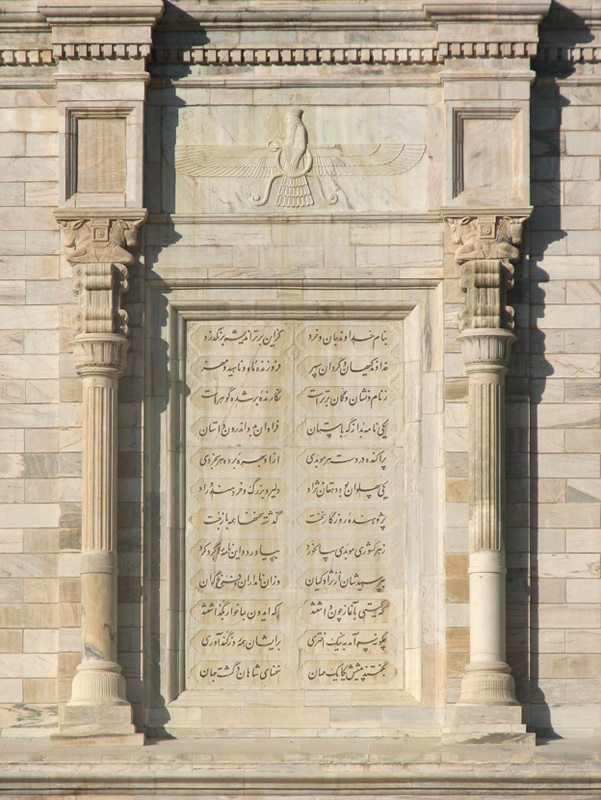
Надгробок Фірдоусі у місті Тус.

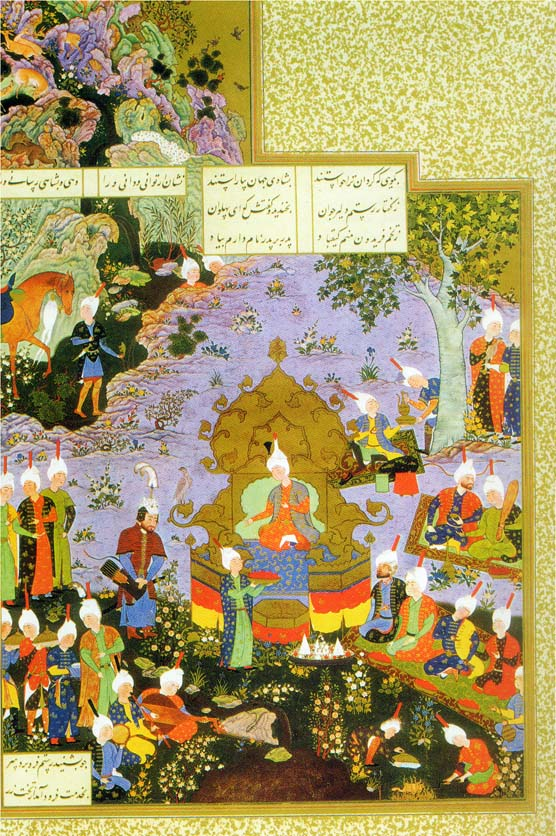
«Шах-наме». Ілюстрація з видання XVI століття.

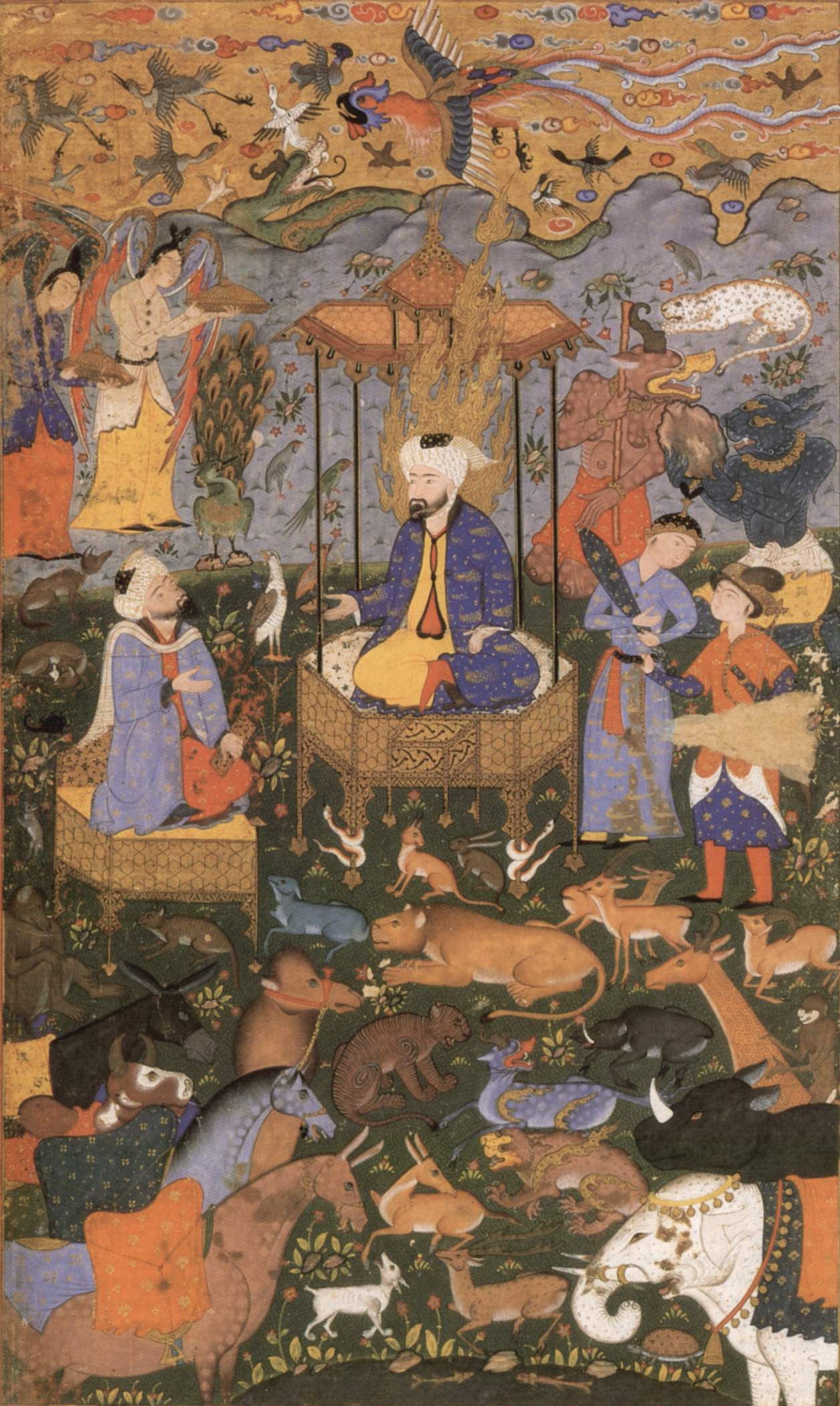
Шах Сулейман (Царь Соломон). Ілюстрація з видання «Шах-наме» XVI століття. Британська бібліотека, Лондон.

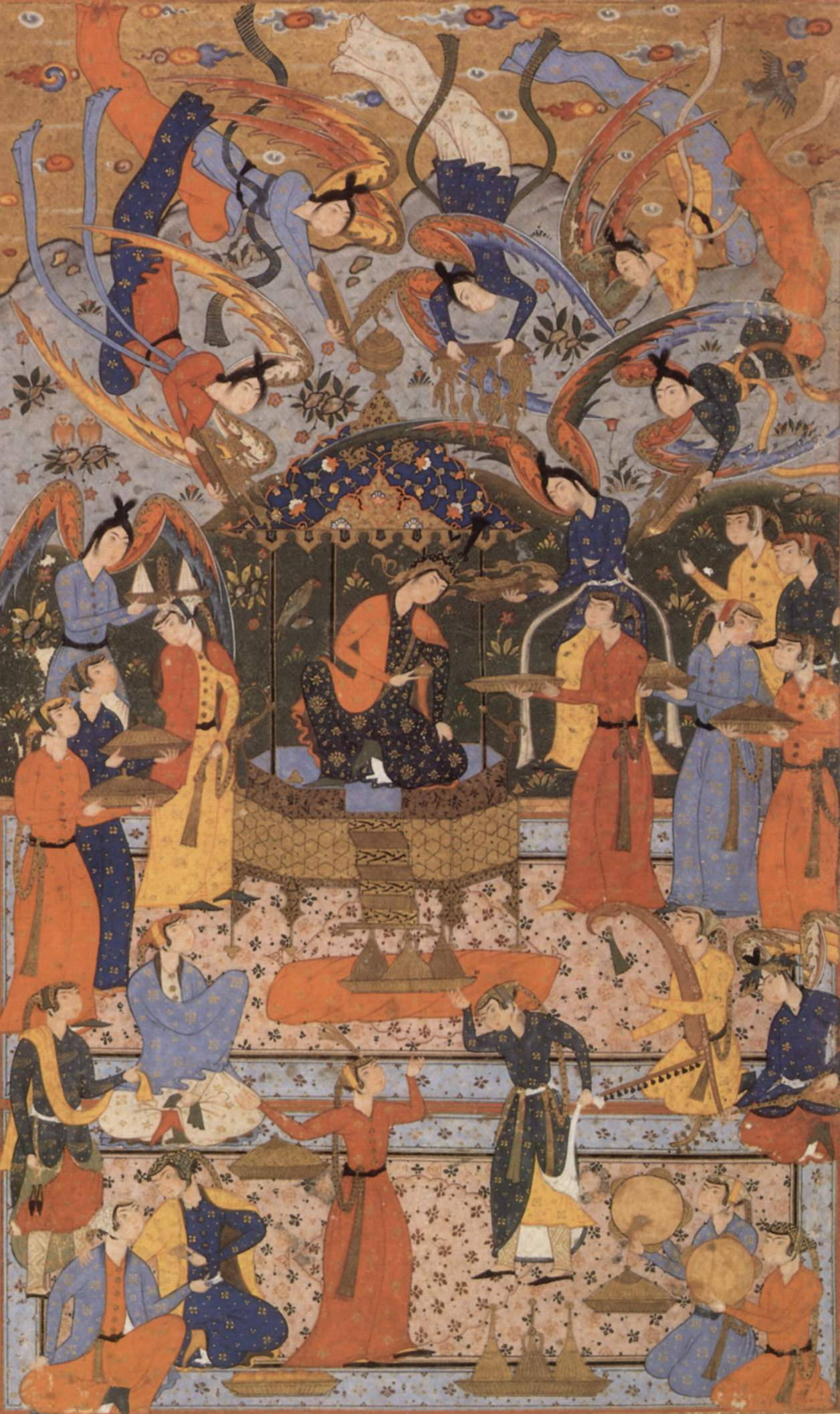
Царівна Шаба (Цариця Савська). Ілюстрація з видання «Шах-наме» XVI століття. Британська бібліотека, Лондон.

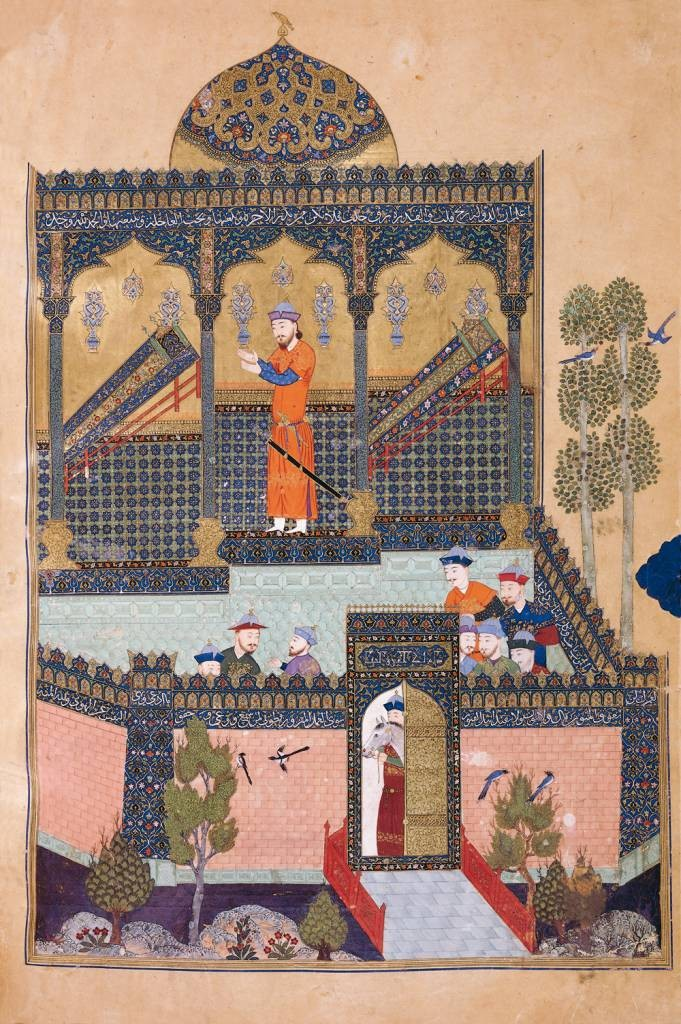
«Байсангорове Шах-наме» від 1430 року написане для онука Тимура (1336—1405) принца Байсангора (1399—1433).

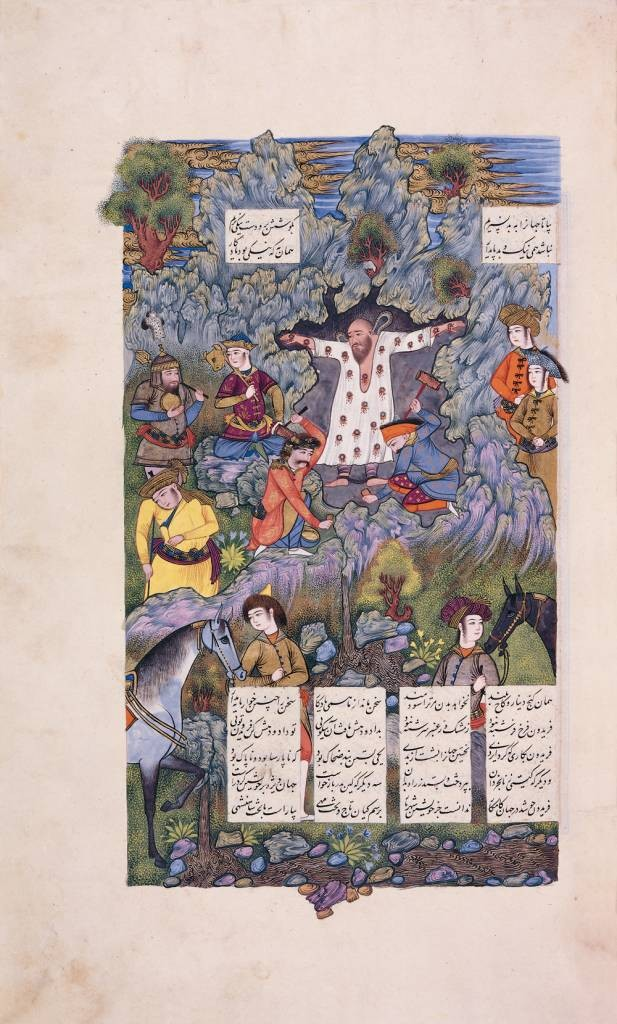
Деспот Захнак, прибитий до входу в печеру на горі Демавенд, «Байсангорове Шах-наме» (1430).

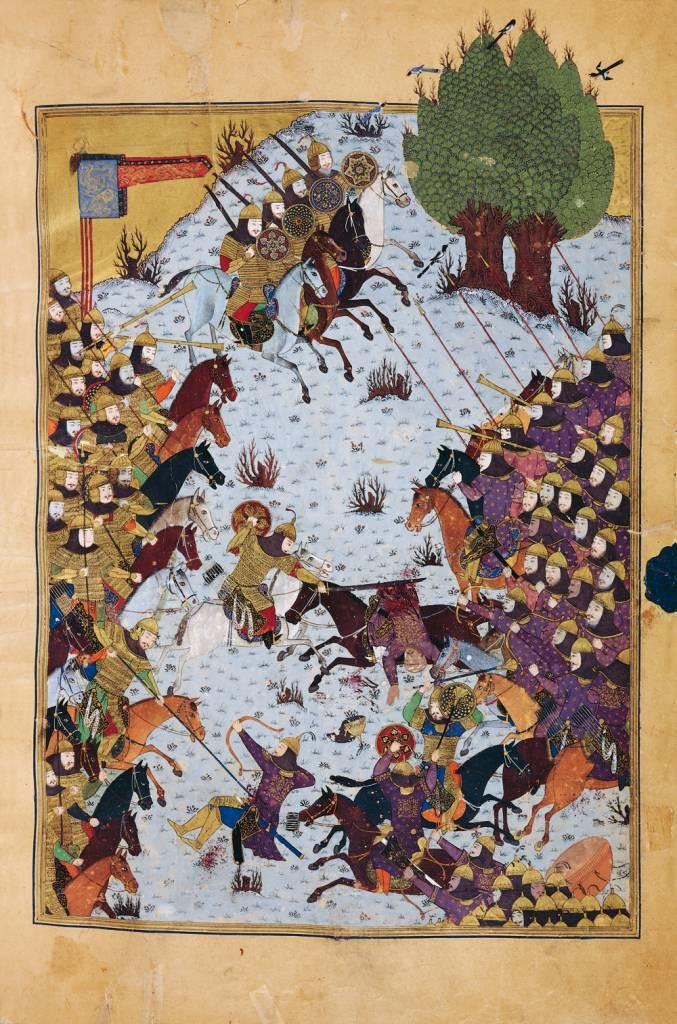
Перська армія під проводом Хосрова йде в бій проти туранської армії Афрасіяба, «Байсангорове Шах-наме» (1430).

Перший шах Персії, Гаюмар сидить на леопардовій шкурі перед розкритою «Царською книгою царів». Ймовірна праця Султана Мухаммеда на замовлення шаха Тамаспа, 1537.

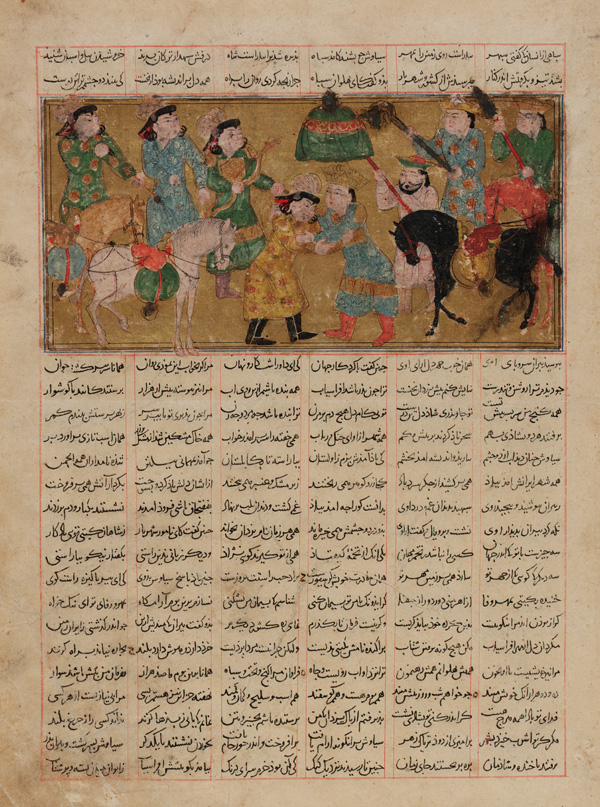
Герой Піран зустрічає принца Сіявуша. Невідомий автор, початок XIV століття. Simthsonian Freer and Sackler gallery.

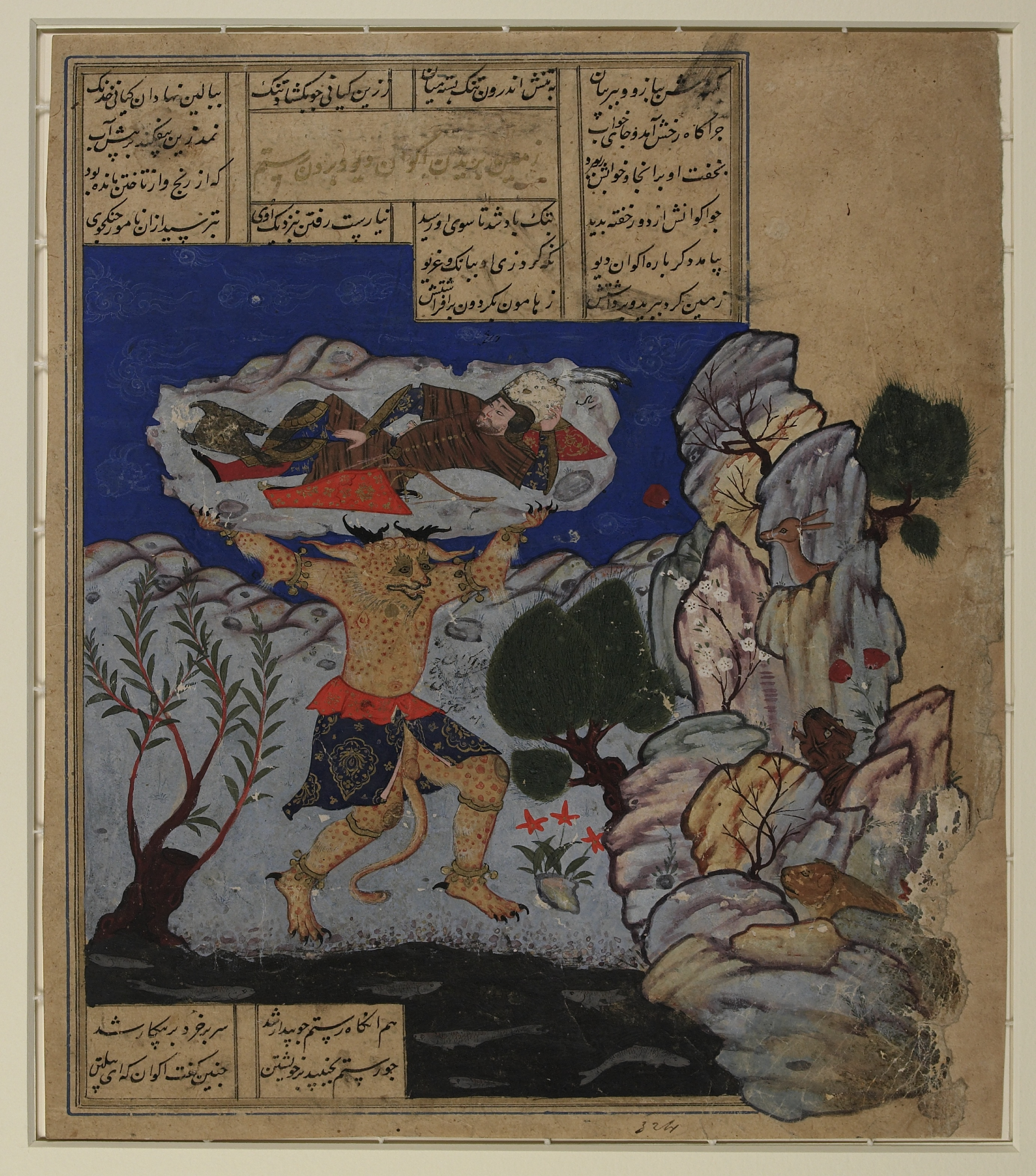
Дев Акван жбурляє Рустама в море. Невідомий автор, XVI–XVII століття. Library of Congress.

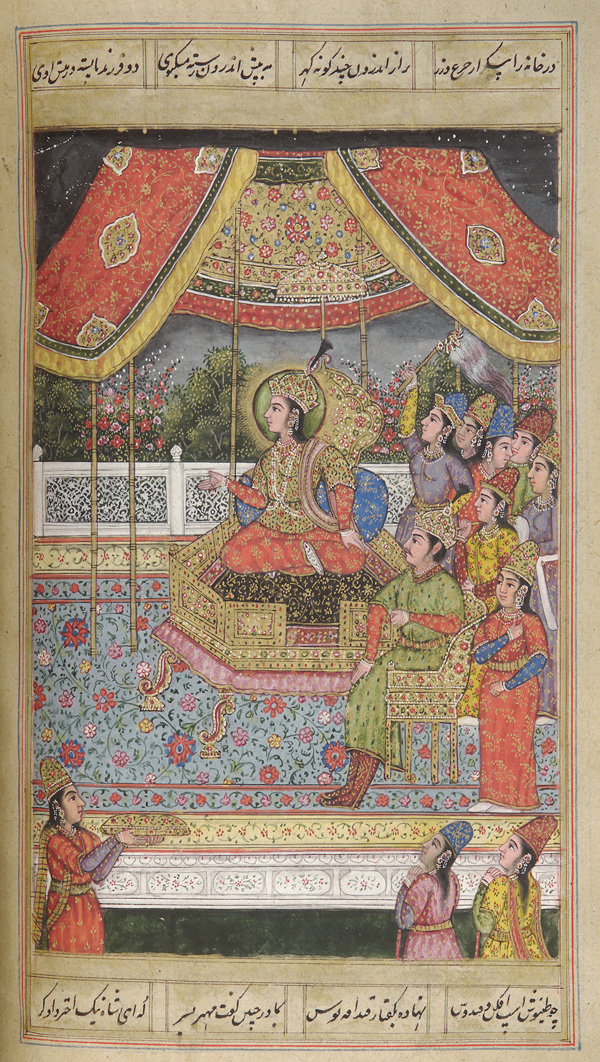
«Шах-наме» видання кінця XVIII століття, Мугал, Індія. Simthsonian Freer and Sackler gallery.

«Ша́х-наме́» (перс. شاهنامه — «Книга царів», «Царський епос») — видатна пам'ятка персько-таджицької літератури, національний епос іранських народів. У «Книзі царів» описується історія Ірану — від стародавніх часів до проникнення ісламу в VII столітті. Книга складається з 55 тис. бейтів. З моменту своєї появи і впродовж століть поема була надзвичайно популярною. Внаслідок безлічі переписів, текст піддавався численним спотворенням та засмічувався сторонніми вставками.

## Історія написання
Серед прозових і віршованих зведень найзначнішою є епопея Абулькасима Фірдоусі, написана в 976—1011 роках. Від решти зведень збереглися лише фрагменти в переказі різних авторів. Спочатку зведення називалися «Худай-наме», згодом з'явилася назва «Шах-наме». Зведення почали складати ще за часів Сасанідів (III—VI століття) средньоперською мовою, а в VIII—IX століттях їх стали перекладати на арабську. Жодне з цих зведень в оригіналі або в арабському перекладі дотепер не дійшло. У X сторіччі на основі «Худай-наме» та інших средньоперських творів, а також їхніх арабських перекладів були складені «„Шахнаме“» мовою фарсі (даруй). Поет Масуді Марвазі написав віршоване «Шах-наме», мабуть, включаючи міфологію, епос і придворну хроніку Сасанідів. Поет Абу-ль-Муаййад Балхі створив прозаїчне «„Шах-наме“», яке включало дастани й епізоди, відсутні в «Шах-наме» Фірдоусі. 957 року було закінчене так зване Абу-Мансурове прозаїчне зведення (за ім'ям саманідського військовика, на кошти якого книгу склали).

### Передумови створення
Молодість Фірдоусі припадає на той період історії Ірану, коли місцева феодальна аристократія після численних років арабського панування звільнилася від ярма завойовників і у віддалених частинах халіфату знову захопила владу в свої руки. Тому цілком зрозуміло, що серед шляхти, що претендувала на владу і протиставляла себе арабам, розвинувся широкий інтерес до національних іранських переказів і традицій, які вона наполегливо прагнула воскресити.
Центром літературного життя того періоду була Бухара, де правила династія Саманідів, яка обґрунтовувала своє право на владу тим, що нібито вела своє походження від домусульманских царів Персії. При дворі цієї династії виникла вперше думка дати версифіковану новоперську обробку придворної хроніки Саманідів — «Худай-наме» (Книги царів). Це захоплення було й у молодого Фірдоусі; майбуть, з ранніх років він присвячував своє дозвілля вивченню старих хронік і, можливо, навіть збиранню народних переказів.

### Праця Фірдоусі
Син аристократа-землевласника, що розорився, почав працювати над продовженням поеми «Шахнаме» поета Дакікі у 976 році (він встиг написати не більше однієї тисячі бейтів). Його окриляла надія, що правителі Бухари щедро сплатять за грандіозну працю. Але до моменту закінчення поеми династія Саманідів вимерла, і на зміну їм прийшов знаменитий султан Махмуд Газневід (998—1030), що вів своє походження від турецького раба Саманідів. Східні хроніки оточили створення поеми цілою легендою і повідомляють, що вона нібито була замовлена новим правителем, султаном Махмудом з Газні (Афганістан). За час названої роботи матеріальне положення поета розхитувалося дедалі більше, і до кінця роботи старий Фірдоусі, як це виявляється з самої поеми, вже стояв перед загрозою голодної смерті.
Першу редакцію він завершив 994 року, другу — 1010 року. Спроби поета знайти покупця для своєї поеми серед дрібної аристократії були безуспішні, й він був вимушений звернутися із пропозицією до Махмуда. Книга була піднесена султану, який поставився до поеми різко негативно, бо її зміст суперечив його деспотичній загарбницькій політиці. Основна думка «Шах-наме» — легітимістична теорія про те, що лише спадкові носії царської влади, пов'язані з древніми царськими родами, мають право на владу в Ірані — була надзвичайно корисна політично для Саманідів, але для Махмуда, який спирався тільки на право сильного, була вкрай небезпечна.
Відмова султана розгнівала поета. Існує переказ про складання ним сатири на султана Махмуда, в якій поет докоряв султанові походженням від раба. За свою 35-річну працю Фірдоусі не тільки не одержав ніякої винагороди, але потрапив під переслідування і довгі роки провів у вигнанні.
Перебравшись до Багдада, 80-річний старець пише свою другу поему — «Юсуф і Зулейха», на сюжет біблійної легенди про Йосипа Прекрасного. У цій поемі поет відрікається від свого безсмертного «Шах-наме», називаючи всі легенди про старих царів брехнею. Вигнанець на той час втратив свого єдиного сина й остаточно залишився без підтримки. Невелика винагорода, отримана за другу поему, дала поету можливість повернутися на батьківщину, де він помер у повному зубожінні між 1020 та 1026 роками.

## Видання
Перше наукове видання «Шахнаме» здійснено в Індії у Калькутті англійським вченим Т. Маканом (англ. Turner Macan) на основі 17 рукописних списків (1829). Пізніше в Парижі вийшло видання французького вченого Ж. Моля (фр. J. Mohl) на основі 30 списків (1838—1878). Обидва кни ги були підготовлені за текстами пізніх (після XV століття) рукописів, які, до того ж, видавцями не були описані.
Німецький вчений І. А. Вуллерс (нім. I. А. Vullers) видав 3 томи з 9 (1877—1884). Його ж текст був складений шляхом звірення видань Макана і Моля. Це незакінчене видання було завершено в Тегерані до тисячолітнього ювілею Фірдоуси у 1934—1936 роках іранськими вченими З. Нафіси, Ікбалем і М. Мінові. З нагоди чого в Тегерані відбувся міжнародний конгрес іраністів, що закінчився урочистим відкриттям розкішного мавзолею Фірдоусі в Тусі, на ймовірному місці його поховання. Мавзолей побудований за кресленнями архітектора Біхзада в стилі домусульманского Ірану.
Вперше наукове видання тексту «Шахнаме» на основі сучасних методів текстології, розроблених Є. Е. Бертельсом, із залученням якнайдавніших рукописних списків (XIII—XIV століть) було здійснено Інститутом сходознавства АН СРСР (9 томів, 1960—1971). З 1971 цей текст під новою редакцією перевидавася в Тегерані.
У Росії вперше одну з частей епосу з німецької переклав у XIX столітті В. А. Жуковський. У XX столітті — З. Соколов. Значну частину епопеї на російську мову переклали за радянських часів М. Лозінській, З. Ліпкин, В. Державін, Ц. Бану, М. Дияконів, І. Сельвінській.
У ХХ столітті один з рукописів «Шах-наме» знаходився у Олени Іванівни Реріх. Тепер він представлений в експозиції Центру-музею імені Н. К. Реріха (Москва).
Із спеціальних словників до поеми заслуговують згадки «Лугат-і-Шахнаме» Абдалкадіра Багдаді (розпочатий у 1656 році) і «Словник-конкорданс Шахнаме» німецького вченого Ф. Вольфа (1935).

## Композиція
«Шахнаме» композиційно поділяється на 50 так званих царювань («падишахи») нерівного обсягу (від декількох десятків до декількох тисяч бейтів). Усередині окремих царювань є великі оповіді («дастани»). Найзначніші дастани епопеї — «Заль і Рудабе», «Сім подвигів Рустама», «Рустам і Сухраб», «Сіявуш», «Сім подвигів Ісфандіяра», «Рустам і Ісфандіяр», «Біжан і Маніже». Умовно заведено ділити «Шахнаме» на три частини:
- Міфологічну, що висвітлює міфологію древнього Ірану і утворення людського суспільства у вигляді історії міфічних Пішдадідів (царів древнього благочестя[6]).
- Героїчну, присвячену війнам між Іраном і Тураном, під ними потрібно розуміти кочові іранські народи, що вели безперервні війни з іранцями осілими.
- Історичну (з появи Іскандера — Олександра Македонського), історію дому Саманідів, його падіння і підкорення Ірану арабами.

План цей відповідає старій саманидской хроніці «Худай-наме», яка (в арабському і пізнішому перському перекладі) й стала для Фірдоусі головним джерелом. Але окрім неї поет вдався також і до невичерпної скарбниці іранських народних епічних переказів і, використовуючи древні легенди про багатирів, зумів силою свого таланту оживити суху хроніку і додати їй дивовижну єдність, змусивши другу і третю частини немов би повторювати першу частину і тим самим зв'язавши розрізнені епізоди в єдину художню цілісність.
У міфологічну частину ввійшли в переробленому вигляді стародавні перські міфи і космогонічні уявлення, частково відображені задовго до н. е. в «Авесті», священному писанні древніх зороастрійців. Легендарна, найдавніша частина оповідання займає головне місце; історичний період поступається їй за обсягом і за поетичністю відповідних глав. Яскравіше за все виконаний цикл систанських билин про богатира Рустама і пов'язаних з ним осіб. У героїчній частині «Шахнаме» відбулася контамінація власне іранських епічних оповідей з систанским (сакско-скіфським) богатирським циклом, причому систанський елемент в «Шахнаме» став переважаючим і тому не який-небудь шах, а Рустам — головний герой всієї героїчної частини. Кожне царювання побудовано по певній схемі:
- зачин,
- тронна мова,
- оповідання,
- передсмертний заповіт,
- кінцівка.

«Шахнаме» значною мірою зберігає риси героїчного епосу з розробленими «кліше» для опису поєдинків, суперечок героїв таке інше. Разом з тим сильна і традиція письмової літератури, яка позначається у філософських сперечаннях, повчаннях. Історична частина епопеї зазнала за своєю формою сильний вплив жанру версифікованої придворної хроніки.

## Стиль
Стиль автора відрізняється надзвичайним лаконізмом і граничною експресією, епічні штампи співіснують поряд з індивідуально-авторськими мовними характеристиками. Для творчої манери поета властивий прийом гіперболізування, поширюваний, на відміну від стилю героїчного епосу з його виборчим гіперболізмом, на опис і зовнішності, душевні переживання, подвиги героїв. В поетичній мові Фірдоусі багато епітетів і порівнянь і відносно мало власне метафор. Поету чужі абстрактні постаті й уявлення, засновані на категоріях ісламу і середньовічної філософії, а також ремінісценції з арабської літератури, арабізми в лексиці. У той же час в поемі помітна пристрасть автора до іранських архаїзмів.
«Шахнаме» пронизує ідея боротьби Добра і Зла, яка часто виступає у вигляді опозиції Справедливість—Несправедливість, представленої в художніх картинах безперервної боротьби Ірану (джерела Добра) і Турану (носія Зла), в образах, що втілили думки автора про ідеального правителя: у поемі намальована ціла галерея справедливих володарів. Інша основна ідея твору — любов до рідної країни, Персії. У «Шахнаме» богатирі й шахи вважають своїм святим обов'язком захист батьківщини від зазіхань на її незалежність іноземних загарбників.
В епоху необмеженого впливу ісламу Фірдоусі оспівав розум як вищий дар, умови перемоги і безсмертя людини:
|  | І той, у кому світоч розуму горить, поганих дій у світі не здійснить. |

Вся епопея пронизана співчуттям до людей праці, перш за все до селян. Книга закликає правителів піклуватися про них, не обкладати податками при стихійних лихах, захищати від свавілля урядовців. Симпатії до простого народу Фірдоусі виражає не тільки всім образним ладом поеми, але і в ліричних відступах, особливо в зображенні народних повстань — легендарного, під проводом коваля Каве, і історичного (V століття) — Маздака. Всупереч явно вираженому легітимістському світогляду автора: престол, на його думку, може займати лише представник законної династії — саме він є володарем «фарра» (божественної благодаті). Проте, якщо вінценосець стає на дорогу несправедливості, фарр покидає його. Тому визнається право за підданими на насильницьке скидання тирана.

## Сюжет
«Шах-наме» розповідає в поетичній формі всю історію Персії з найдавніших часів, доводячи її до арабського завоювання. Виклад ведеться так, як ця історія бачилась колу лицарів-дружинників, що групуються навколо феодального государя. Ідеали поеми — особиста хоробрість, військова доблесть, лицарська шляхетність, великодушність до переможених; табірне життя царів і вітязів, їхні богатирські коні, які почасти стають майже персонажами поеми, — все це вказує на те, що «Шах-наме» — літературний твір, що ідеалізує сталий феодальний лад.
Якщо самий початок поеми дещо блідіший, то вже з безсмертного епізоду повстання коваля Каве проти іноземного тирана-напівзмія Зохака — вона набуває дивовижної жвавості й у драматичній боротьбі Ірану з Тураном піднімається до вищої напруги. Для цієї частини Фірдоусі використовував не включені в сасанидську хроніку перекази Систана і створив яскраву фігуру богатиря Рустама з його конем Рахшою. Вітязь цей є головною опорою правовірних іранських князів, що борються з демонічними силами. Його образ став улюбленим героєм широких народних мас і поширився далеко за межі Ірану, знайшовши своє віддзеркалення навіть і в старій російській літературі під ім'ям Єруслана Лазаревича. Із смертю Рустама кінчається період богатирський, і читач вже вступає на ґрунт історії. Сасанідська частка «Шах-наме» дослідниками вважається слабкішою й сухішою. Але і ця частка рясніє яскравими епізодами, на зразок роману про «Бехрам Гуре», рисами що нагадує європейського Дон-Жуана, або Вехрама Чубіне, бунтівного васала, драматична кар'єра якого викликає з пам'яті Макбета.
До кінця поеми фарби стають все похмурішими й похмурішими, і завершується оповідання трагічною загибеллю останнього Сасаніда Ієздегирда від руки вбивці. Розповідь про арабів дихає неприхованою ненавистю до завойовників, причому поет, Попри своє мусульманство, навіть забуває про те, що з середи цього народу вийшов пророк ісламу — Мухаммед.
У тканину поеми вкраплені окремі епізоди, що розвиваються в цілі романи і пов'язані з основним оповіданням тільки частковою спільністю дійових осіб, як знаменитий роман про «Біжан і Маніже». Якщо переважно поема відповідає нашому уявленню про епос і висловлює своє оповідання спокійно і безпристрасно, то в ліричних епізодах, й особливо наприкінці поеми автор часо покидає цей спокійний тон і переходить до ліричних відступів або забарвлює розповідь в пристрасні, схвильовані тони.

## Значення
Поява цього, написаного суто перською мовою, твору відродила традиції не лише літературні, але й мовні іранських народів. Бо мова фарсі зазнала значного впливу від арабської з часів підкорення Персії арабами. Ілюстровані копії книги є найвідомішими прикладами перської мініатюри.
Висока художня майстерність у поєднанні з ідейністю, народністю визначають монументальність вмісту твору, який гармонійно поєднується з монументальністю форми. Поема грандіозна тим, що це добуток одного автора, а не звід різних народно-епічних і літературних матеріалів, що оформлявся інколи протягом століть, як, наприклад, індійська «Махабхарата». «Шах-наме» зіставна за обсягом з десятком «Іліад» і «Одісей» в старогрецькій літературі.
Перси відобразили в своєму епосі, а пізніше і в літературі, різноманітні оповіді інших народів, що стикалися з ними — Індії, Китаю та Східного Туркестану, Східної Європи й Сибіру, Кавказу, країн Древнього Сходу й Середземномор'я. Процес цей, зрозуміло, мав і зворотну течію — віддзеркалення в різних формах і ступенях іранських оповідей в епосі цих народів, де ми знаходимо аналогічні сюжети, образи, мотиви. Це перш за все результат закономірного паралелізму виникнення й оформлення їх відповідно до конкретних умов життя народів.

### Наслідування
Значення «Шах-наме» для всієї подальшої персько-таджицької літератури, а також літератур інших народів Сходу значне, вона викликала цілий ряд наслідувань і так званих циклічних поем. Майже весь подальший розвиток епосу в Ірані так чи інакше пов'язаний з цією поемою. Усі героїко-епічні здобутки класичного й пізньокласичного періоду носили явні сліди наслідування «Шах-наме». Наслідування виявлялося й у використанні метра (традиційного мутакариба), й у зверненнях до архаїчної лексики, і в прийомах описів, принципах композиції тощо. B широкому сенсі до так званих «наслідувань» відносять інколи добутки іншого жанру (наприклад «Іскандер-наме» Нізамі та інші). Відносять сюди й поеми на сучасні авторам теми, не пов'язані з міфологічною й історичною тематикою «Шах-наме» (наприклад твори Хосрова Дехлеві).
Твори XI–XII століть, що безпосередньо дотичні до «Шах-наме», переплітаються сюжетно з її оповіданнями займають видне місце. Завершення роботи над поемою дало новий поштовх до їхньої появи. Але вони не дублюють Фірдоусі, а немов би доповнюють багатством сюжетів, тем, образів його оповідання розповіддю переважно про синів і онуків Рустема, про сина Сохраба та інших. Поеми, що примикають до «Шах-наме», тяжіють до жанру казкового авантюрного («лицарського») роману.
За відомою легендою, сам Онсорі — «цар поетів» при дворі Махмуда блискуче обробив оповіді про Ісфендіяра, в суперництві з іншими поетами оточення султана, але і його затьмарив Фірдоусі, що ефектно з'явився при дворі з готовою поемою.
Реальним фактом обробки є такі твори:
- «Гершасп-наме» Асаді Туського (середина XI століття),
- «Фераморз-наме» невідомого автора (початку XI століття),
- «Куш-наме» (або «Повість про Куш-Піль-Дендані» початку XI століття),
- «Бану-гошасп-наме» невідомого автора (XI століття),
- «Барзу-наме» — велика поема про сина Сохраба, що часто вплітається в текст «Шах-наме»,
- «Шахріар-наме» Мохтарі, відомого придворного поета газневидів (середина XI століття),
- «Азер-Борзін-наме» — про сина Фераморза,
- «Джехангир-наме» — про сина Рустема й безліч інших,
- пісня «Сам-наме» (на межі XIII–XIV століть).

### Вплив на кавказьку культуру
Яскраво відбилося «Шах-наме» в грузинській літературі. Вже в древньому літописі «Картліс Цховреба» ми знаходимо вказівки на народні грузинські варіанти маси сюжетів з «Шах-наме» (тобто іранського епосу). Численні рукописні грузинські версії подібних сюжетів (у тому числі й інтерпольованих в поему Фірдоуси). До XVI–XVII століть відноситься грузинська віршовано-прозаїчна версія, що інколи іменувалася перекладом — «Ростомііані», тобто поема про Ростома (власне його смертю й закінчується поема). «Шах-наме» широко відома й шанована в різних верствах грузинського народу. Поема читалася в оригіналі та в обробках в літературних кругах при дворах царів (Давида Будівничого, Тамари) і феодалів. Про популярність «Шах-наме» говорить велика кількість імен героїв іранського епосу, що стали грузинськими іменами (Ростомі, Бізані, Прідоні та інші).
У піснях закавказьких співців «ашугів» були звичайними сюжети, мотиви, імена, сентенції («хікмети») «Шах-наме». У XVIII столітті Саят-Нова — відомий вірменський ашуг, що складав і грузинські, і азербайджанські вірші, оспівував безсмертя Фірдоусі. Чисельні і часом оригінальні варіанти осетинських, пшавських, сванетських й інших народних оповідей, в яких зустрічаються імена та основні моменти сюжетів, пов'язані з Рустамом, Біженом, Афрасіабом і деякими іншими. Можна відмітит особливе сплетіння місцевих грузинських і осетинських оповідей про Амірана (Амран) та інших з оповідями «Шах-наме». У цих фольклорних нашаруваннях головне те, що вони утворюють часто нову ідейно-художню єдність з антиіранською тенденцією. Вона виникає як віддзеркалення політичної боротьби Закавказзя з іранськими імперіями старовини. Рустам інколи обертається на борця проти Ірану, а відповідно Афрасіаб (Афрсуап) — в іранського царя. Вивчення кавказьких і тюркських віддзеркалень іранського епосу особливе важливі тим, що там часто знаходять варіанти, відмінні від тих, щом зафіксовані в «Шах-наме». Bce це свідчить про жвавий зв'язок сюжетів і образів «Шах-наме», іранського епосу взагалі, з місцевими народними оповіданнями сусідніх країн.

### Вплив на російську культуру
Одним із численних прикладів впливу «Шах-наме» на оформлення народних образів може служити російська книжкова казка XVI–XVII століть про Єруслана Лазаревича та її лубкові варіанти. Саме це ім'я зіставляється з ім'ям Рустема, сина Заля (3ал-і Зара), перекладеного «Лазарем». Декотрі епізоди казки мають схожість зі сценами іранського епосу.

### «Шах-наме» та національне питання
У часи, коли питання об'єднання територій, створення національної держави ставали головним питанням доби, щоразу активізувався інтерес до поеми Фірдоусі. «Шах-наме» ставала прапором об'єднання. Наприклад, інтерес до поеми загострився в XVI столітті, в період розбудови Севефидського Ірану. Навіть у могольській Індії XVI–XVII сторіч, в період утворення могольской держави можна відзначити відому активізацію інтересу до «Шах-наме». Пізніше в Ірані, починаючи з революції 1906—1911 років, зростає інтерес до геніальної поеми як з боку правлячих кіл, так і з боку широких верств населення. У спробах об'єднання країни були елементи протесту проти чужоземного засилля, звернення до національного почуття гідності, що не могло не знайти відгуку в народі. Для широких мас іраномовних персів і таджиків завжди й особливо в періоди феодальних усобиць і сепаратизму поема Фірдоусі ставала втіленням ідеалу народної єдності в своїй державі. Спроби наслідувати «Шах-наме» робилися ще впродовж XIX століття, коли придворний поет Каджара Фета-Алішаха намагався в стилі Фірдоусі оспівати боротьбу Ірану з царською Росією. Поширена поема і в широких народних масах, де носіями її були особливі оповідачі, що висловлювали її, проте, із значними відступами і доповненнями.

## Українські переклади
Шах-наме. Розділи з книги. У 3-х книгах. / Переклав Микола Ільницький. — Тернопіль: НК-Богдан.

### Тексти українською мовою
1. Шах-наме або Іранська книга царів. Переклад з фарсі Агатангела Кримського. [Архівовано 25 квітня 2015 у Wayback Machine.]
2. Ростам і Сахраб з «Шах-Наме» Фердоусі. Переклад Олени Мазепової, Грані-Т, 2007. ISBN 978-966-465-011-0.

### Тексти на фарсі
1. Повний текст перською мовою. (перс.)
2. «Шах-наме» [Архівовано 17 липня 2009 у Wayback Machine.]. (перс.)

### Тексти російською мовою
1. Книга царей. Шах-намэ. Избран. места. Пер. М. Лозинского. Под ред., с комментарием и статьей Ф. А. Розенберга, изд. «Academia» (М. — Л.), 1934. (рос.)
2. Шахнаме. Перевод Ц. Б. Бану и А. Лахути, ст. и коммент. А. А. Старикова, под ред. А. Лахути и А. Н. Болдырева, т. 1-4, М., 1957-69. (рос.)
3. Шахнаме, т. 1-2. Перевод В. Державина и С. Липкина. Вступ. ст. И. С. Брагинского, подгот. текста и прим. М.-Н. О. Османова, М., 1964. (рос.)
4. Бахрам Гур и Азадэ. Из Шах-намэ. Пер. М. Лозинского со вступит. статьей И. Орбели, Л., 1934 (Гос. Эрмитаж, музей истории культуры и искусства). (рос.)
5. Жуковский В. А. Рустем и Зораб (перевод с немецкого перевода), Полное собр. соч., т. II, изд. Маркса, СПБ, 1906. (рос.)

### Тексти іншими мовами
1. Mohl J., Le livre des rois, P., 1877—1878. (фр.)
2. Schach Nameh Heldenbuch von Iran. ubers, v. J. Gorres, 2 Teil, B., 1820. (переказ) (нім.)
3. Schack A. F., v., Heldensagen des Firdusi, 2 verm. Aufl., B., 1865. (вибрані місця) (нім.)
4. Ruckert F., Firdosis Konichsbuch, 3 Bde, B., 1890—1895. (нім.)
5. The Shah nama of Firdausi, Done into English by A. G. Warner, 9 vls, London, 1905—1923. (укр.)

### Довідкова література
1. Литературная энциклопедия: В 11 т. — М., 1929—1939. (рос.)
2. Бертельс Е. Э. Абу-ль-Касим Фирдоуси и его творчество, М. — Л., в специальном томе журнала «Mihr», 1313 (1934.), № 5/6. (рос.)
3. Дьяконов М. Фердоуси, Жизнь и творчество, М. — Л., 1940. (рос.)
4. Османов М.-Н. О. Фирдоуси. Жизнь и творчество, М., 1959. (рос.)
5. Nöldeke Th. Das iranische Nationalepos, 2 Aufl., В. — L., 1920. (нім.)
6. Masse H. Firdousi et l"épopée nationale, P., 1935. (фр.)
7. Ирадж Афшар. Кетабшенасие Фердоуси, Тегеран, 1968. М.
8. Стариков А. Шахнаме: об эпосе [Архівовано 8 лютого 2008 у Wayback Machine.] / «Шахнаме», «Литературные памятники», Москва, 1957. (рос.)
9. Бартольд В. В. К истории персидского эпоса, Соч., т. 7, М., 1971. (рос.)
10. Османов М.-Н. Своды иранского героического эпоса («Худай-Наме» и «Шахнаме») как источники «Шахнаме» Фирдоуси, «Уч. зап. института востоковедения», 1958, т. 19. (рос.)
11. Сафа З. Хамасесараи дар Иран, Тегеран, 1946.
12. Соколов С. И. Книга о царях, М., 1905. (рос.)
13. Юбилейный сборник Академии наук и Гос. Эрмитажа — «Фердовси, 934—1934», — Л., 1934 (статьи И. Орбели, А. Ромаскевича, А. Якубовского, Е. Бертельса, К. Тревер). (рос.)
14. Гюзальян Л. Т. и Дьяконов М. М. Рукописи «Шах-намэ» в ленинградских собраниях, изд. Акад. наук СССР, Л., 1934. (рос.)